# Damastes flavomaculatus
Damastes flavomaculatus är en spindelart som beskrevs av Simon 1880. Damastes flavomaculatus ingår i släktet Damastes och familjen jättekrabbspindlar.
Artens utbredningsområde är Madagaskar. Inga underarter finns listade i Catalogue of Life.